# Aphrophoridae
Aphrophoridae es una familia de insectos del orden Hemiptera. Hay por lo menos 160 géneros con 990 especies descritas. Algunas especies son capaces de migraciones.

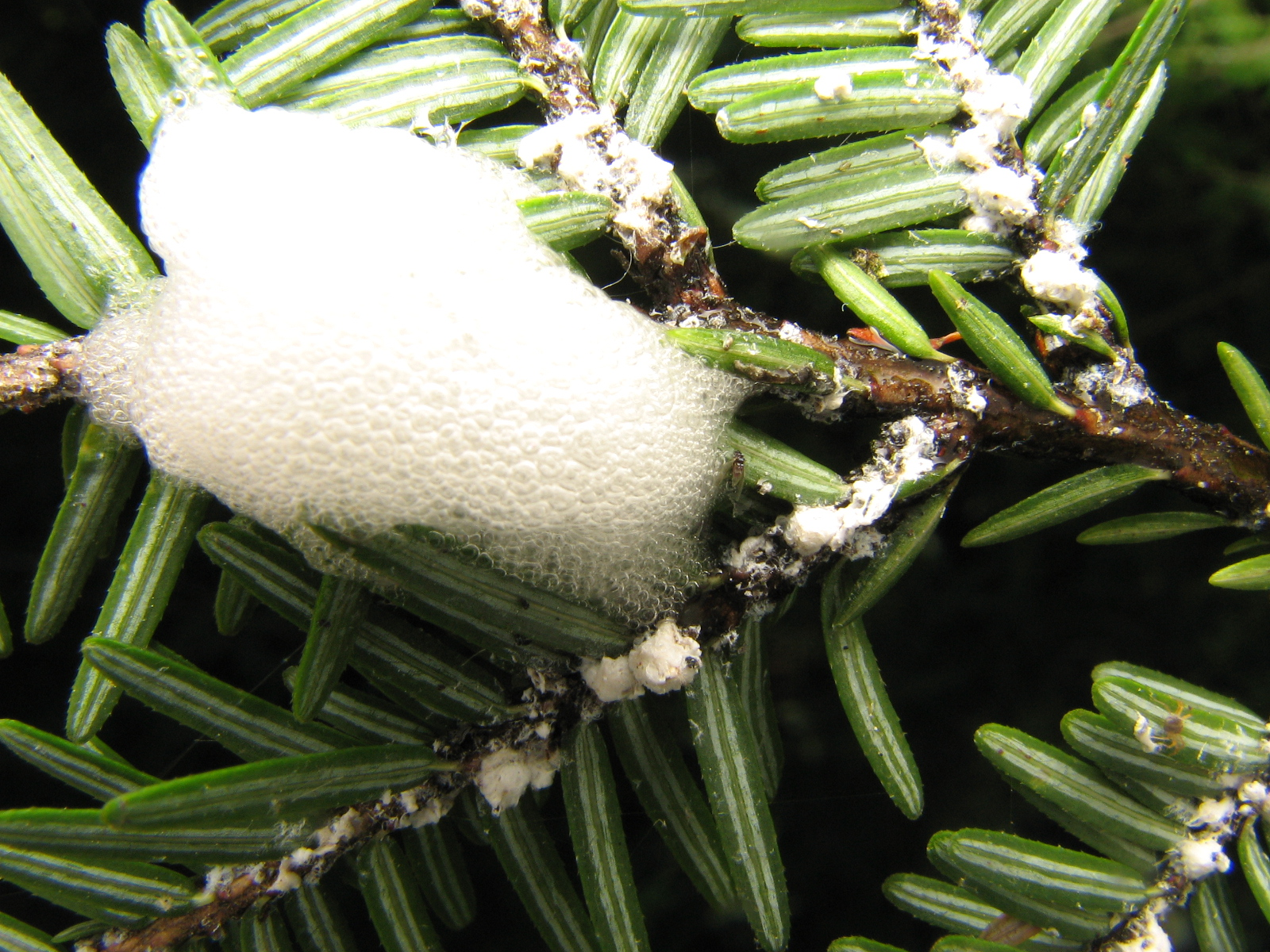
Aphrophora, ninfa dentro de la espuma.

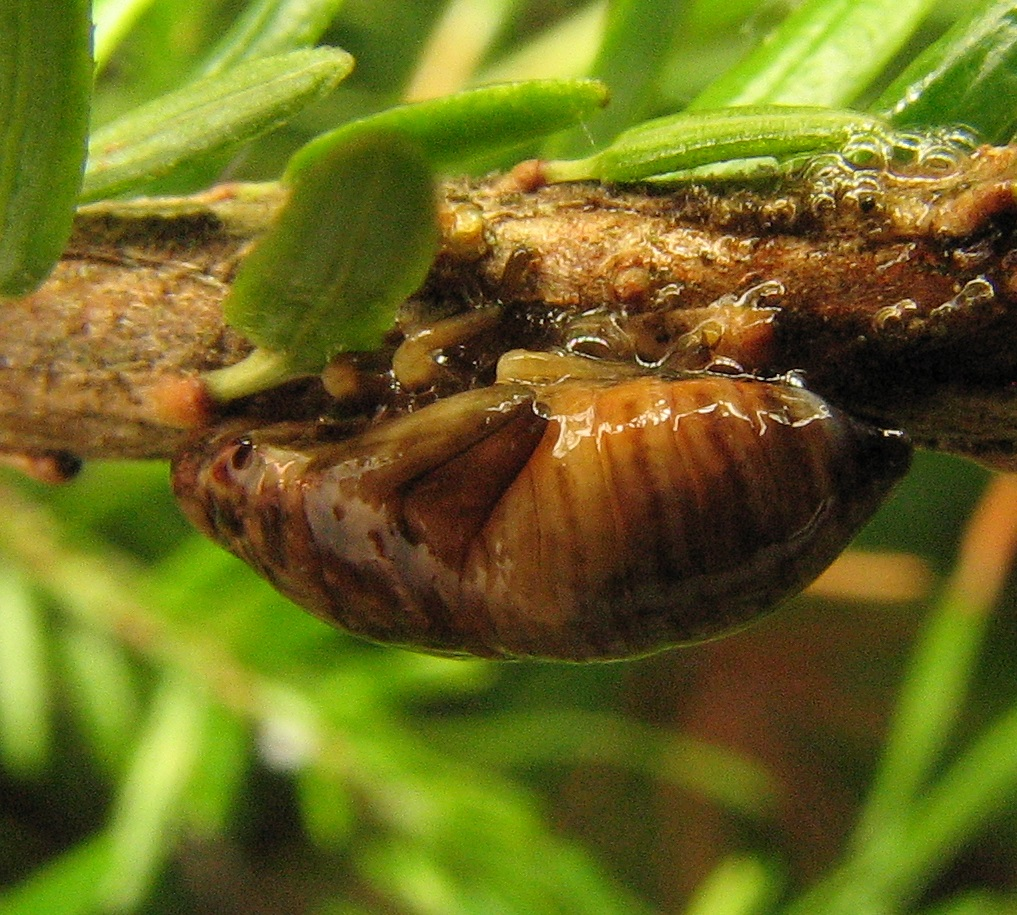
Ninfa de Aphrophora posiblemente Aphrophora saratogensis en Tsuga (sin la espuma que la recubría).

Las ninfas producen una espuma mucilaginosa semejante a saliva que les sirve de protección contra depredadores. A veces muchas ninfas se congregan en una sola masa de espuma que puede llegar a medir más de 30 cm y contener más de 100 individuos.

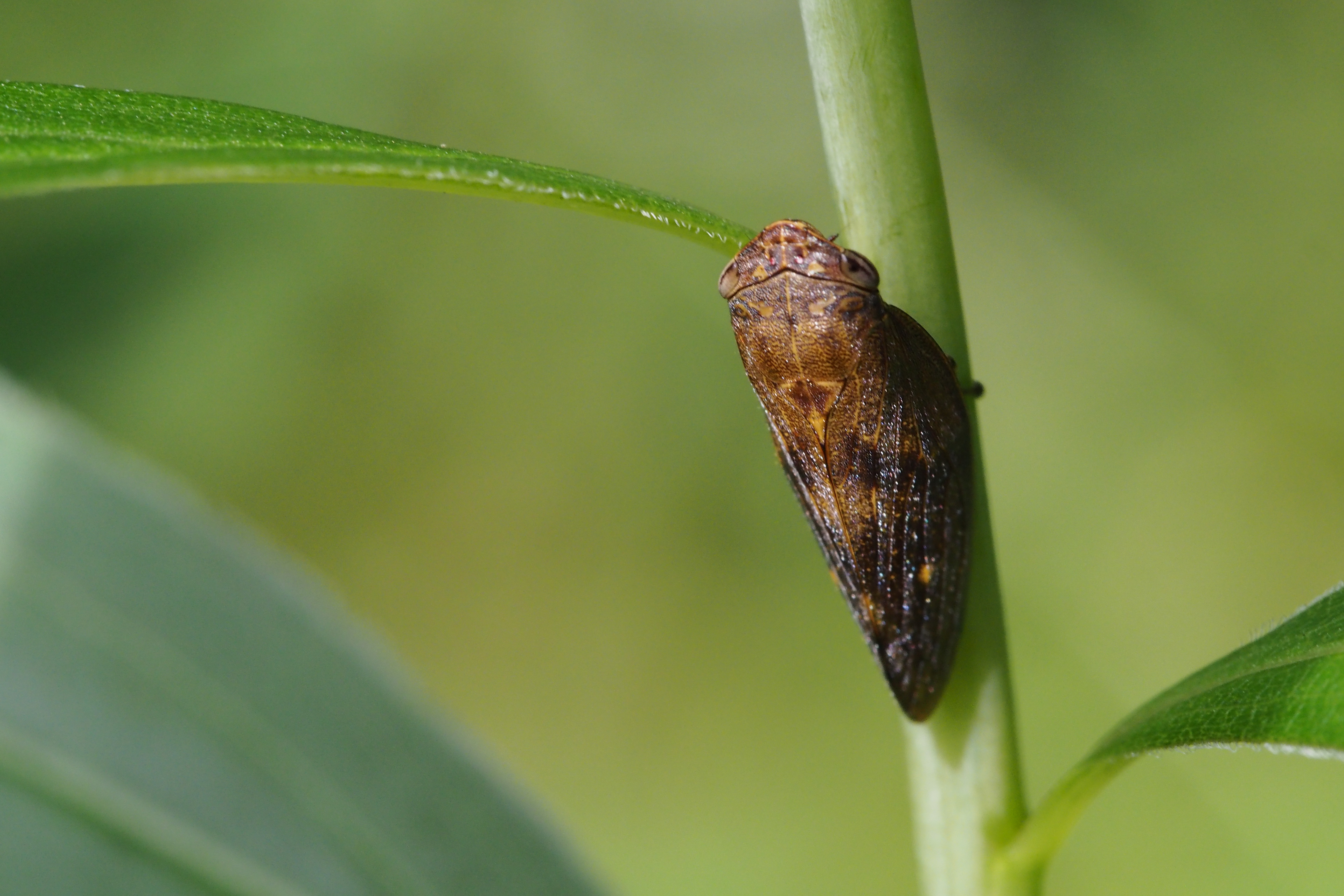
Yezophora flavomaculata

## Géneros europeos
- Aphrophora Germar 1821
- Lepyronia  Amyot & Serville 1843
- Mesoptyelus Matsumura 1904
- Neophilaenus Haupt 1935
- Paraphilaenus Vilbaste 1962
- Peuceptyelus Sahlberg 1871
- Philaenus Stål 1864